# Niuatoputapu
Niuatoputapu è un'isola ed un distretto delle Tonga della divisione delle Isole Niua con 719 abitanti (censimento 2021). Oltre all'isola di Niuatoputapu, nel distretto è inclusa anche l'isola di Tafahi.
Niuatoputapu significa "isola sacra". I nomi più antichi dati dagli europei per l'isola sono Verraders Eylant (isola dei traditori) o isola di Keppel.

## Storia

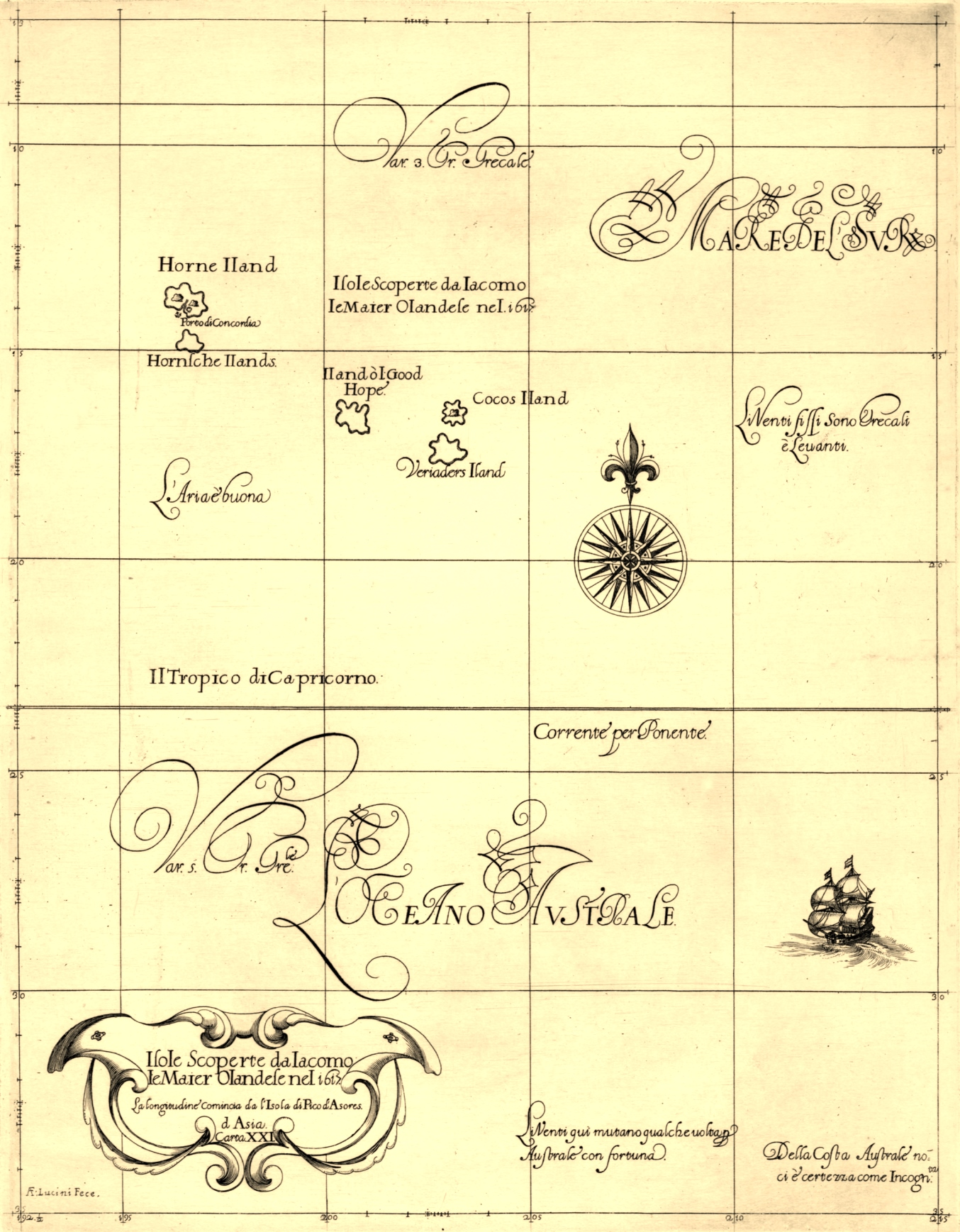
Mappa del 1646 disegnata da Robert Dudley, conte di Warwick per l'atlante marittimo Dell'Arcano del Mare. I nomi sulla mappa corrispondono a quelli dati dai navigatori olandesi: Hoorn Iland (Futuna), Iland of Good Hope (Niuafo'ou), Cocos Iland (Tafahi) e Veriaders Iland (Niuatoputapu).

Secondo la tradizione i capi dell'isola fanno tutti parte della dinastia Mā'atu. Il mito dice che uno dei primi membri di questa dinastia diventò il dio pesce Seketo'a.
Niuatoputapu fu inserita nelle mappe europee da Willem Schouten e Jacob Le Maire durante la loro famosa circumnavigazione del globo con la loro nave Eendracht nel 1616. Dopo aver barattato con successo con gli abitanti di Tafahi, ma non trovandovi un ancoraggio adatto, la nave procedette verso il suo più grande vicino meridionale. Lì la loro accoglienza fu meno pacifica. I nativi salirono a bordo della loro nave e attaccarono gli olandesi con le mazze, finché gli olandesi aprirono il fuoco con i moschetti. Dopo l'incidente si instaurò una tregua difficile, che consentiva il baratto di noci di cocco, maiali e acqua. Il giorno successivo il re dell'isola ordinò nuovamente di attaccare e di nuovo gli olandesi risposerò aprendo il fuoco anche con i cannoni. Schouten e LeMaire continuarono il loro viaggio verso ovest, lasciandosi alle spalle Verraders Eylant (l'isola dei traditori).

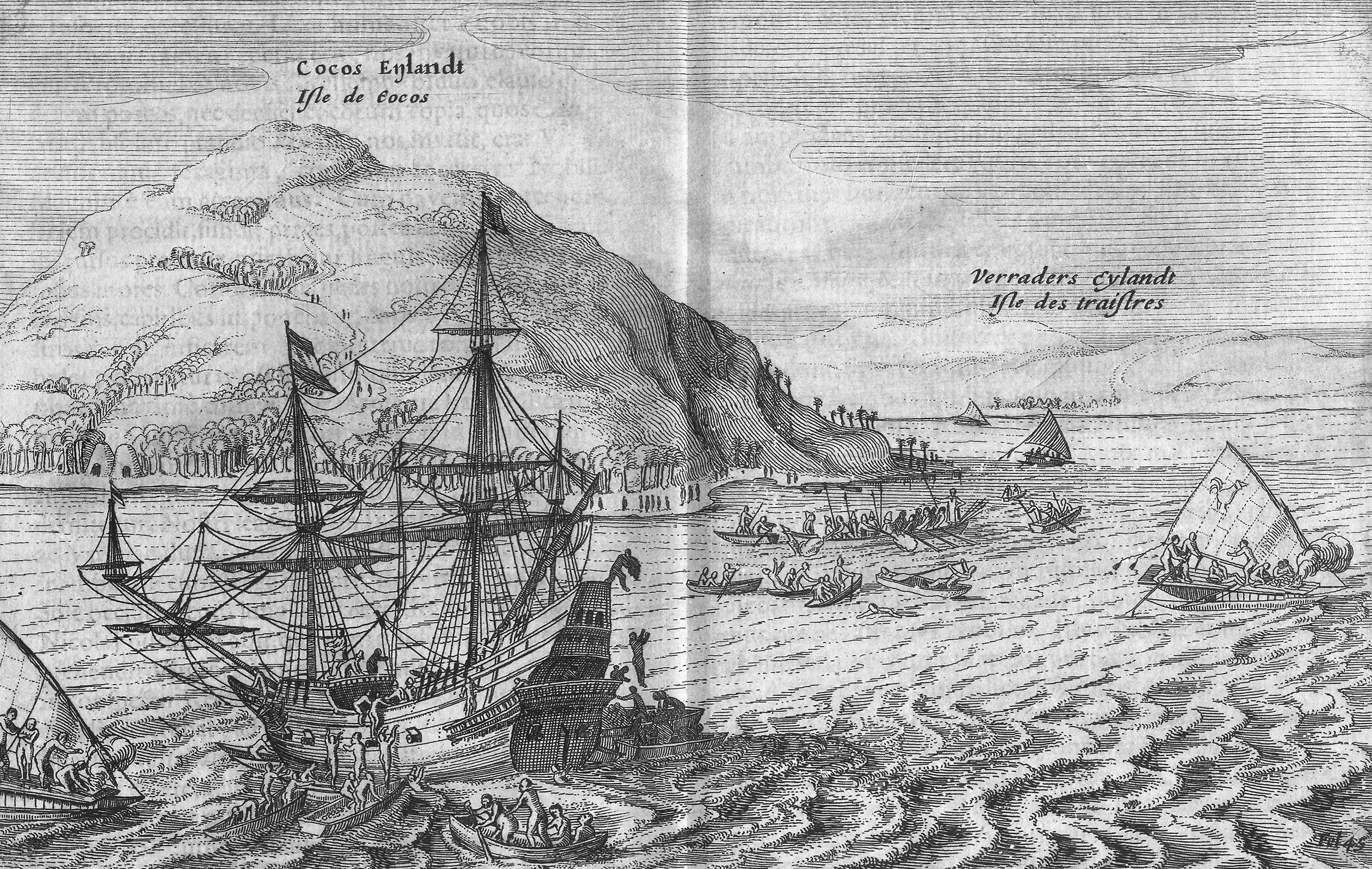
Gli esploratori olandesi Willem Schouten e Jacob Le Maire furono i primi europei a vedere Tafahi (Cocos Eylant) e Niuatoputapu (Verraders Eylant) nel 1616.

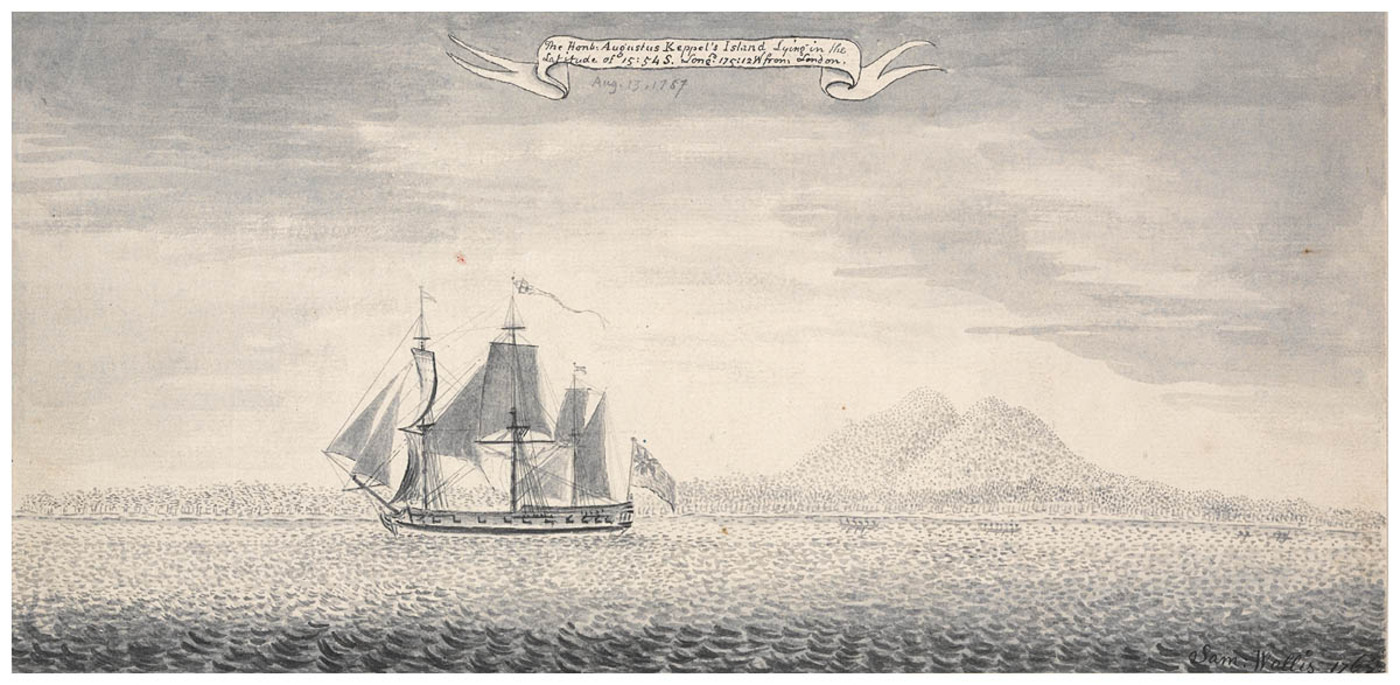
Disegno dell'isola di Niuatoputapu (Isola di Keppel) eseguito da Samuel Wallis (1767)

Un secolo e mezzo dopo, nel 1767, il capitano britannico Samuel Wallis si avvicinò all'isola. La chiamò "l'isola dell'ammiraglio Keppel" in onore dell'ammiraglio Augustus Keppel, I visconte Keppel. Scambiò con gli isolani alcuni chiodi che furono trovati a Tongatapu (isola principale di Tonga) da James Cook nel 1773. Questi oggetti di valore (i polinesiani non conoscevano il metallo) furono probabilmente offerti al sovrano tongano.
Fino a diversi secoli fa, gli abitanti parlavano la lingua niuatoputapu, ma fu sostituita dalla lingua tongana e si estinse. Tuttavia, la varietà di tongano parlata a Niuatoputapu contiene elementi di samoano, 'uveano e futunan.

### Eventi recenti
L'isola di Niuatoputapu è stata colpita dal Terremoto delle Samoa del 2009 e dal conseguente tsunami che si è verificato nella regione delle Isole Samoa, alle 06:48:11 ora locale del 29 settembre. Il 46% dell'isola è stato inondato e più della metà degli edifici dell'isola sono stati distrutti. 9 persone sono state uccise a Hihifo.

## Geografia
L'isola di Niuatoputapu è un'isola triangolare di 18 km². L'isola si trova nel nord dell'arcipelago delle Tonga, a 300 km da Vava'u, vicino al confine con le Samoa. Le isole più vicine sono Tafahi, che si trova a soli 9 km a nord-nordest, e l'isola di Niuafo'ou. Queste tre isole insieme formano la divisione amministrativa dei Niuas.
L'isola di Niuatoputapu ha una laguna a nord, all'interno della quale si trova il piccolo isolotto Haka'utu'utu'u. Due pass consentono alle barche di entrare in laguna. Al contrario, il sud dell'isola è costituito da una scogliera marginale dove è impossibile atterrare. Al centro dell'isola si erge un colle culminante a 157 m sopra il livello del mare. È il residuo eroso di un grande vulcano, che ha eruttato l'ultima volta circa 3 milioni di anni fa. Il villaggio di Hihifo è separato da un braccio di mare dagli isolotti di Hunganga e Tavili. Un po' più a sud si trovano gli isolotti di Tufuna e Nukuseilala.

## Località
L'isola Niuatoputapu è costituita principalmente da tre villaggi: Hihifo (che significa "ovest" in tongano), Vaipoa e Falehau. Hihifo è il villaggio più grande e, come suggerisce il nome, si trova nella parte occidentale dell'isola. Ha la maggior parte delle strutture del governo locale, inclusi l'ufficio postale, le telecomunicazioni, la stazione di polizia e una scuola superiore. Ci sono scuole primarie in tutti e tre i villaggi. Vaipoa si trova nel mezzo dell'isola. Falehau, che si trova a est di Vaipoa, si affaccia sull'unico porto dell'isola, sulla costa nord-occidentale.
Di seguito l'elenco dei villaggi del distretto:
- Hihifo - 301 abitanti, capoluogo della divisione di Niuas
- Vaipoa - 172 abitanti
- Falehau - 218 abitanti
- Tafahi - 28 abitanti

Il resto dell'isola è vocato alle coltivazioni (in particolare alla produzione della copra). Fino al 2009 era presente una foresta, spazzata via dallo tsnuami provocato dal terremoto delle Samoa del 2009.

## Trasporti e vie di comunicazione
L'aeroporto di Niuatoputapu accetta voli internazionali.

## Nei media
Nel 2001 il film L'altro lato del paradiso, diretto da Mitch Davis, descrive gli sforzi missionari di educare i nativi alla fede dei mormoni di John Groberg su Niuatoputapu. Il film è stato, tuttavia, girato a Rarotonga nelle Isole Cook e ad Auckland, in Nuova Zelanda.